# Killing Is My Business… and Business Is Good!
Killing Is My Business… and Business Is Good! je debutové album od americké heavymetalové skupiny Megadeth, vydané v červnu 1985 skrze Combat a Relativity Records. Během začátku roku 1985 skupina od Combat Records obdržela částku 8 000 dolarů (což podle Davea Mustaina byla jedna z nejhorších smluv v historii Rock 'N Rollu), aby nahrála a produkovala své debutové album. Jenže tato částka nestačila a skupina tak dostala dalších 4 000 dolarů. Místo toho většina rozpočtu připadla na drogy a alkohol, což znamenalo, že skupina byla nucena propustit původního producenta a album si produkovat sama. I přes špatnou produkci tato deska, která mísila prvky thrash a speed metalu, vyšla 12. června 1985 a byla dobře přijata.

## Seznam skladeb
Všechny sklady složil Dave Mustaine, kromě uvedených výjimek.
| Původní seznam skladeb | Původní seznam skladeb                                        | Původní seznam skladeb |
| Pořadí                 | Název                                                         | Délka                  |
| ---------------------- | ------------------------------------------------------------- | ---------------------- |
| 1.                     | Last Rites/Loved To Deth                                      | 4:42                   |
| 2.                     | Killing Is My Business… and Business Is Good!                 | 3:08                   |
| 3.                     | Skull Beneath The Skin                                        | 3:48                   |
| 4.                     | These Boots (Text: Mustaine, Lee Hazlewood; Hudba: Hazlewood) | 3:40                   |
| 5.                     | Rattlehead                                                    | 3:43                   |
| 6.                     | Chosen Ones                                                   | 2:56                   |
| 7.                     | Looking Down The Cross                                        | 5:03                   |
| 8.                     | Mechanix                                                      | 4:25                   |
| Celková délka:         | Celková délka:                                                | 31:25                  |

| Znovuvydání 2002 | Znovuvydání 2002                                                                      | Znovuvydání 2002 |
| Pořadí           | Název                                                                                 | Délka            |
| ---------------- | ------------------------------------------------------------------------------------- | ---------------- |
| 1.               | Last Rites/Loved To Deth                                                              | 4:42             |
| 2.               | Killing Is My Business… and Business Is Good!                                         | 3:08             |
| 3.               | Skull Beneath The Skin                                                                | 3:48             |
| 4.               | Rattlehead                                                                            | 3:43             |
| 5.               | Chosen Ones                                                                           | 2:56             |
| 6.               | Looking Down the Cross                                                                | 5:03             |
| 7.               | Mechanix                                                                              | 4:25             |
| 8.               | These Boots (Text a hudba: Hazlewood; Všechny Mustainovy variace textu jsou vypípány) | 4:25             |
| 9.               | Last Rites/Loved to Deth (demo)                                                       | 4:16             |
| 10.              | Mechanix (demo)                                                                       | 3:59             |
| 11.              | The Skull Beneath the Skin (demo)                                                     | 3:11             |

## Sestava
| Megadeth - Dave Mustaine – Zpěv, sólová a doprovodná kytara, piano, produkce - Chris Poland – Doprovodná a sólová kytara - Dave Ellefson – Baskytara, doprovodné vokály - Gar Samuelson – Bicí, tympány | Produkce - Podukováno Davem Mustainem a Karatem Fayem | 2002 Remix a Remastering - Mixováno Billem Kennedym - Pro Tools – Chris Vrenna - Mastering – Tom Baker |